# 大佬愛美麗
《大佬愛美麗》是一套2004年的香港喜劇電影，是馮德倫第一部執導的電影，由吳彥祖、陳奕迅和莫文蔚領銜主演，內容圍繞著一個黑社會頭目兒子的故事。

## 劇情
香港黑社會頭頭洪一去世前，命手下到泰國尋回他的兒子Georgie來繼承業務，但同性戀的Georgie其實更想好好當廚師。洪一的手下到了泰國後，在Georgie家碰到Georgie同屋住的好友Sam，誤認他為洪一的兒子，而Sam因自小便看黑社會電影而很崇拜黑社會，所以沒有糾正他們。Georgie回家後，本來打算把真相解釋清楚，但他既不想繼承父業，又敵不過Sam的苦苦哀求，結果兩人決定由Sam繼續扮Georgie去當黑社會頭目，而Georgie則會扮Sam的情人，得以從旁協助監督。
回港後，Sam最初覺得當黑社會頭頭很好玩，但隨即發現另一幫派的打手秋會時常來尋仇。更難解決的是，該幫派的頭目希望把他的女兒Julie嫁給Sam，讓兩幫聯婚，但Sam卻發現Julie根本不愛他。Sam不想乘人之危，但心知自己已愛上Julie，而Julie喜歡的卻是Georgie……

## 角色
| 演 員  | 角 色                      |
| 吳彥祖 | 洪志傑 Georgie（洪一之子） |
| 陳奕迅 | Sam                        |
| 莫文蔚 | 雷玉環 Julie               |
| 馮德倫 | 鄭秋                       |
| 羅家英 | 潘八                       |
| 陳惠敏 | 雷輝（Julie之父）          |
| 杜汶澤 | 潘中堅 (潘八之子)          |
| 葉山豪 | 文祥                       |
| 伍允龍 | 阿寶                       |

友情演出
| 演 員  | 角 色    |
| 元彪   | 洪一     |
| 潘雁英 | 喜姐     |
| 陳英明 | 肥牛     |
| 李燦森 | Gay Man  |
| 李健仁 | David    |
| 田啟文 | 殺手     |
| 李力持 | 梁先生   |
| 鄭秀文 | 餐廳經理 |
| 謝霆鋒 | 雞公頭   |
| 劉思惠 | 如風     |
| 王家敏 | 如寶     |
| 成龍   | 陳先生   |

## 外部連結
- 官方網站
- 開眼電影網上《江湖大嫂》的資料（繁體中文）
- 香港影庫上《大佬愛美麗》的資料（繁體中文）
- 时光网上《大佬愛美麗》的資料（简体中文）
- 豆瓣电影上《大佬愛美麗》的資料 （简体中文）
- 爛番茄上《大佬愛美麗》的資料（英文）
- AllMovie上《大佬愛美麗》的资料（英文）
- 互联网电影数据库（IMDb）上《大佬愛美麗》的资料（英文）